# Ubirajara jubatus
Ubirajara (букв. «володар списа») — неофіційний рід компсогнатних тероподів, що мешкали на початку крейдяного періоду на території сучасної Бразилії. Рукопис з його описом був доступний ще до публікації, але ніколи не був офіційно опублікований, і, як наслідок, як родова, так і видова назва вважаються недійсними та недоступними. Відомий за єдиним видом «Ubirajara jubatus», знайденим у формації Крато. Неофіційну назву таксону було дано у 2020 році у вже відкликаній науковій статті, яка була опублікована у пресі. Опис викликав бурхливу реакцію через те, що скам'янілість, вочевидь, була нелегально вивезена з Бразилії.
Він був описаний як перший гондванський непташиний теропод, знайдений зі збереженими покривними структурами. Такі протопір'я, які, найімовірніше, слугували для демонстрації, включають тонкі мононитки, що відходять від основи шиї, подовжуючись вздовж спинно-грудного відділу, де вони могли б утворювати гриву, а також пару видовжених стрічкоподібних структур, які, ймовірно, виходили з плечей.
У липні 2022 року Німеччина погодилася повернути скам'янілість Бразилії після того, як не змогла надати законний дозвіл на експорт. Назва «Ubirajara jubatus» була вилучена з ZooBank у листопаді 2022 року, що означає, що вона більше не має жодного номенклатурного значення.

## Історія дослідження

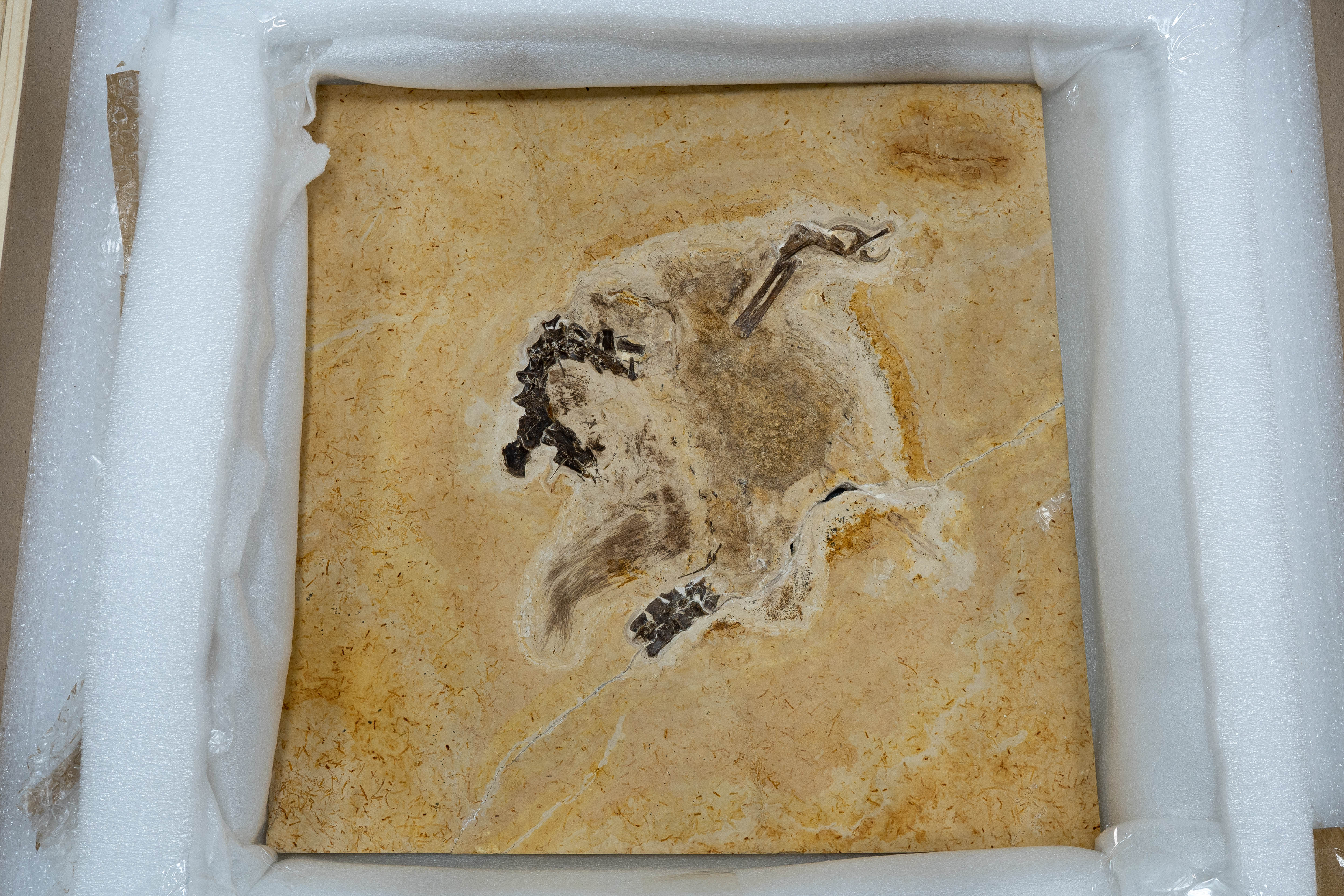
Пропонований голотипний зразок

Викопні рештки динозавра знайдені у відкладеннях формації Крато в Бразилії. У 1995 році рештки незаконно вивезли до Німеччини, де їх придбав Державний музей природних наук Карлсруе (SMNK). Скам'янілість була перевезена до Німеччини нібито після того, як був отриманий дозвіл на її експорт. На основі решток у 2020 році описано нові рід та вид Ubirajara jubatus. Родова назва Ubirajara з мов тупі як «володар списа», що вказує на дивні подовжені структури на плечах динозавра. Видова назва U. jubatus перекладається з латини як «гривистий».
Стверджується, що скам'янілості були незаконно ввезені до Німеччини з Бразилії в 1995 році, оскільки бразильські закони не дозволяють вивозити скам'янілості з території країни, а також проводити дослідження без участі хоча б одного бразильського вченого. В результаті бразильські вчені провели кампанію з вимогою про репатріацію знахідки. Стаття з описом Ubirajara jubatus була відкликана у вересні 2021 р. Цей випадок був охарактеризований як приклад наукового колоніалізму.

## Опис
За життя викопна особина мала б сягати приблизно 1 метра завдовжки. На спині та хвості мав гриву з пір'я, а на плечах були подовжені кератинові утворення завдовжки до 15 см. Ці придатки він використовував для приваблювання самиць.